# Täteş
|  | Per a altres significats, vegeu «Tetiuixi (Mordòvia)». |

Täteş  (tàtar: Täteş, Тәтеш; rus i èrzia: Тетюши, Tetiuixi; txuvaix: Теччĕ, Teççě) és una ciutat de la República del Tatarstan, a Rússia. Täteş fou fundada al segle xvi com la zastava (fort) de Tetiuixi. Rebé l'estatus de ciutat el 1781, i es desenvolupà fins al segle xix com a centre de comerç.